# Großer Preis von Österreich 1980
Der Große Preis von Österreich 1980 (offiziell XVIII Großer Preis von Österreich) fand am 17. August auf dem Österreichring in der Nähe von Zeltweg statt und war das zehnte Rennen der Automobil-Weltmeisterschaft 1980.

## Berichte

### Hintergrund
Nur eine Woche lag zwischen dem Großen Preis von Deutschland und dem zehnten WM-Lauf des Jahres in Österreich.
Das Team Lotus meldete einen dritten Wagen für den Debütanten Nigel Mansell. ATS reduzierte sein Engagement wieder auf nur einen Wagen. Der Rest des Teilnehmerfeldes war im Vergleich zum Wochenende zuvor unverändert. Bei Alfa Romeo gab es nach wie vor keinen Ersatz für den tödlich verunglückten Patrick Depailler.
In der Fahrerwertung führte Alan Jones mit sieben Punkten vor Nelson Piquet und mit 15 Punkten vor Carlos Reutemann. In der Konstrukteurswertung führte Williams-Ford mit 19 Punkten vor Ligier-Ford und mit 33 Punkten vor Brabham-Ford.

### Training
Jochen Mass verunglückte im ersten freien Training am Freitag schwer. Sein Arrows überschlug sich und landete kopfüber in einem Acker. Da der Boden frisch gepflügt und somit sehr weich war, versank nicht nur der Überrollbügel des Wagens, sondern auch Mass’ Kopf samt Helm darin. Aufgrund von Verletzungen musste er auf eine Teilnahme am Qualifikationstraining sowie am Rennen verzichten.
Die beiden Renault-Piloten qualifizierten sich für die erste Startreihe, wobei René Arnoux die Pole-Position mit einer um mehr als eine Sekunde kürzeren Rundenzeit gegenüber seinem Teamkollegen Jean-Pierre Jabouille erreichte. Die Williams-Werksfahrer Jones und Reutemann bildeten die zweite Reihe vor den beiden Ligier von Jacques Laffite und Didier Pironi.
Einmal mehr mussten sich die Ferrari-Piloten Gilles Villeneuve und Jody Scheckter mit den für ihre Verhältnisse enttäuschenden Startplätzen 15 und 22 abfinden.

### Rennen
Jones ging in Führung vor Arnoux und Bruno Giacomelli, der vom achten Platz aus hervorragend gestartet war. Noch während der ersten Runde wurde er allerdings durch Pironi und Jabouille wieder von dieser Position verdrängt.
Die Renault-Piloten konnten ihren durch die Turboaufladung bedingten Leistungsvorteil auf der Hochgeschwindigkeitsstrecke voll ausnutzen und verdrängten bis zur vierten Runde Jones von der Spitze. Gleichzeitig fiel Pironi zurück, sodass der vierte Platz von Giacomelli eingenommen wurde, gefolgt von Reutemann und Piquet.
In der 12. Runde hatte Derek Daly Glück im Unglück, als er sich aufgrund einer defekten Bremsanlage mit hoher Geschwindigkeit auf einen Stacheldrahtzaun zubewegte. Da sein Wagen sich kurz vor dem Zusammenprall drehte, blieb er unverletzt.
Piquet überholte Reutemann und Giacomelli. Er lag dadurch auf dem vierten Rang. Als der bis dato führende Arnoux in der 21. Runde die Box ansteuerte, um seine Reifen wechseln zu lassen, gelangte der Brasilianer kurzzeitig auf den dritten Rang hinter Jabouille und Jones, wurde jedoch im nächsten Umlauf von Reutemann überholt.
Mansells Grand-Prix-Debüt endete in Runde 41 mit einem Motorschaden. Bis dahin war der Brite aufgrund eines Missgeschicks seiner Mechaniker beim Tanken vor dem Start mit einem teilweise benzingetränkten Overall unterwegs gewesen.
In der Schlussphase bekam Jabouille Probleme mit seinen Reifen, wodurch Jones aufschließen konnte und nur knapp als Zweiter die Ziellinie überquerte. Dritter wurde Reutemann vor Laffite, Piquet und Elio de Angelis.
Jabouille erhielt erstmals in der laufenden Saison WM-Punkte, nachdem er zuvor bereits mehrfach in aussichtsreicher Position ausgeschieden war.

## Meldeliste
| Team                          | Nr. | Fahrer                | Chassis        | Motor                    | Reifen |
| ----------------------------- | --- | --------------------- | -------------- | ------------------------ | ------ |
| Scuderia Ferrari SpA SEFAC    | 01  | Jody Scheckter        | Ferrari 312T5  | Ferrari 015 3.0 F12      | M      |
| Scuderia Ferrari SpA SEFAC    | 02  | Gilles Villeneuve     | Ferrari 312T5  | Ferrari 015 3.0 F12      | M      |
| Candy Tyrrell Team            | 03  | Jean-Pierre Jarier    | Tyrrell 010    | Ford Cosworth DFV 3.0 V8 | G      |
| Candy Tyrrell Team            | 04  | Derek Daly            | Tyrrell 010    | Ford Cosworth DFV 3.0 V8 | G      |
| Parmalat Racing Team          | 05  | Nelson Piquet         | Brabham BT49   | Ford Cosworth DFV 3.0 V8 | G      |
| Parmalat Racing Team          | 06  | Héctor Rebaque        | Brabham BT49   | Ford Cosworth DFV 3.0 V8 | G      |
| Marlboro Team McLaren         | 07  | John Watson           | McLaren M29B   | Ford Cosworth DFV 3.0 V8 | G      |
| Marlboro Team McLaren         | 08  | Alain Prost           | McLaren M29B   | Ford Cosworth DFV 3.0 V8 | G      |
| Team ATS                      | 09  | Marc Surer            | ATS D4         | Ford Cosworth DFV 3.0 V8 | G      |
| Team Essex Lotus              | 11  | Mario Andretti        | Lotus 81       | Ford Cosworth DFV 3.0 V8 | G      |
| Team Essex Lotus              | 12  | Elio de Angelis       | Lotus 81       | Ford Cosworth DFV 3.0 V8 | G      |
| Team Essex Lotus              | 43  | Nigel Mansell         | Lotus 81B      | Ford Cosworth DFV 3.0 V8 | G      |
| Unipart Racing Team           | 14  | Jan Lammers           | Ensign N180    | Ford Cosworth DFV 3.0 V8 | G      |
| Équipe Renault Elf            | 15  | Jean-Pierre Jabouille | Renault RE20   | Renault EF1 1.5 V6t      | M      |
| Équipe Renault Elf            | 16  | René Arnoux           | Renault RE20   | Renault EF1 1.5 V6t      | M      |
| Skol Fittipaldi Team          | 20  | Emerson Fittipaldi    | Fittipaldi F8  | Ford Cosworth DFV 3.0 V8 | G      |
| Skol Fittipaldi Team          | 21  | Keke Rosberg          | Fittipaldi F8  | Ford Cosworth DFV 3.0 V8 | G      |
| Marlboro Team Alfa Romeo      | 23  | Bruno Giacomelli      | Alfa Romeo 179 | Alfa Romeo 1260 3.0 V12  | G      |
| Équipe Ligier Gitanes         | 25  | Didier Pironi         | Ligier JS11/15 | Ford Cosworth DFV 3.0 V8 | G      |
| Équipe Ligier Gitanes         | 26  | Jacques Laffite       | Ligier JS11/15 | Ford Cosworth DFV 3.0 V8 | G      |
| Albilad-Williams Racing Team  | 27  | Alan Jones            | Williams FW07B | Ford Cosworth DFV 3.0 V8 | G      |
| Albilad-Williams Racing Team  | 28  | Carlos Reutemann      | Williams FW07B | Ford Cosworth DFV 3.0 V8 | G      |
| Warsteiner Arrows Racing Team | 29  | Riccardo Patrese      | Arrows A3      | Ford Cosworth DFV 3.0 V8 | G      |
| Warsteiner Arrows Racing Team | 30  | Jochen Mass           | Arrows A3      | Ford Cosworth DFV 3.0 V8 | G      |
| Osella Squadra Corse          | 31  | Eddie Cheever         | Osella FA1     | Ford Cosworth DFV 3.0 V8 | G      |
| RAM/Penthouse Rizla Racing    | 50  | Rupert Keegan         | Williams FW07B | Ford Cosworth DFV 3.0 V8 | G      |

## Klassifikationen

### Qualifying
| Pos. | Fahrer                | Konstrukteur    | Qualifikationstraining 1 | Qualifikationstraining 1 | Qualifikationstraining 2 | Qualifikationstraining 2 | Start |
| Pos. | Fahrer                | Konstrukteur    | Zeit                     | Ø-Geschwindigkeit        | Zeit                     | Ø-Geschwindigkeit        | Start |
| ---- | --------------------- | --------------- | ------------------------ | ------------------------ | ------------------------ | ------------------------ | ----- |
| 01   | René Arnoux           | Renault         | 1:30,39                  | 236,654 km/h             | 1:30,27                  | 236,969 km/h             | 01    |
| 02   | Jean-Pierre Jabouille | Renault         | 1:31,48                  | 233,835 km/h             | 1:33,22                  | 229,470 km/h             | 02    |
| 03   | Alan Jones            | Williams-Ford   | 1:33,08                  | 229,815 km/h             | 1:32,95                  | 230,137 km/h             | 03    |
| 04   | Carlos Reutemann      | Williams-Ford   | 1:33,77                  | 228,124 km/h             | 1:33,07                  | 229,840 km/h             | 04    |
| 05   | Jacques Laffite       | Ligier-Ford     | 1:33,43                  | 228,954 km/h             | 1:33,16                  | 229,618 km/h             | 05    |
| 06   | Didier Pironi         | Ligier-Ford     | 1:33,27                  | 229,347 km/h             | 1:33,22                  | 229,470 km/h             | 06    |
| 07   | Nelson Piquet         | Brabham-Ford    | 1:33,88                  | 227,857 km/h             | 1:33,39                  | 229,052 km/h             | 07    |
| 08   | Bruno Giacomelli      | Alfa Romeo      | 1:34,55                  | 226,242 km/h             | 1:33,64                  | 228,441 km/h             | 08    |
| 09   | Elio de Angelis       | Lotus-Ford      | 1:34,57                  | 226,194 km/h             | 1:33,76                  | 228,148 km/h             | 09    |
| 10   | Derek Daly            | Tyrrell-Ford    | 1:35,04                  | 225,076 km/h             | 1:34,17                  | 227,155 km/h             | 10    |
| 11   | Keke Rosberg          | Fittipaldi-Ford | 1:34,57                  | 226,194 km/h             | 1:34,33                  | 226,770 km/h             | 11    |
| 12   | Alain Prost           | McLaren-Ford    | 1:34,50                  | 226,362 km/h             | 1:34,35                  | 226,722 km/h             | 12    |
| 13   | Jean-Pierre Jarier    | Tyrrell-Ford    | 1:34,63                  | 226,051 km/h             | 1:35,12                  | 224,886 km/h             | 13    |
| 14   | Héctor Rebaque        | Brabham-Ford    | 1:35,67                  | 223,594 km/h             | 1:34,86                  | 225,503 km/h             | 14    |
| 15   | Gilles Villeneuve     | Ferrari         | 1:34,93                  | 225,337 km/h             | 1:34,87                  | 225,479 km/h             | 15    |
| 16   | Marc Surer            | ATS-Ford        | 1:35,53                  | 223,921 km/h             | 1:35,10                  | 224,934 km/h             | 16    |
| 17   | Mario Andretti        | Lotus-Ford      | 1:36,07                  | 222,663 km/h             | 1:35,21                  | 224,674 km/h             | 17    |
| 18   | Riccardo Patrese      | Arrows-Ford     | 1:35,69                  | 223,547 km/h             | 1:35,29                  | 224,485 km/h             | 18    |
| 19   | Eddie Cheever         | Osella-Ford     | 1:36,56                  | 221,533 km/h             | 1:35,40                  | 224,226 km/h             | 19    |
| 20   | Rupert Keegan         | Williams-Ford   | 1:36,08                  | 222,639 km/h             | 1:35,53                  | 223,921 km/h             | 20    |
| 21   | John Watson           | McLaren-Ford    | 1:35,56                  | 223,851 km/h             | 1:36,22                  | 222,316 km/h             | 21    |
| 22   | Jody Scheckter        | Ferrari         | 1:36,01                  | 222,802 km/h             | 1:35,61                  | 223,734 km/h             | 22    |
| 23   | Emerson Fittipaldi    | Fittipaldi-Ford | 1:35,67                  | 223,594 km/h             | 1:36,00                  | 222,825 km/h             | 23    |
| 24   | Nigel Mansell         | Lotus-Ford      | 1:36,20                  | 222,362 km/h             | 1:35,71                  | 223,500 km/h             | 24    |
| DNQ  | Jan Lammers           | Ensign-Ford     | 1:37,42                  | 219,577 km/h             | 1:36,04                  | 222,732 km/h             | –     |
| DNQ  | Jochen Mass           | Arrows-Ford     | keine Zeit               | –                        | keine Zeit               | –                        | –     |

### Rennen
| Pos. | Fahrer                | Konstrukteur    | Runden | Stopps | Zeit       | Start | Schnellste Runde |
| ---- | --------------------- | --------------- | ------ | ------ | ---------- | ----- | ---------------- |
| 01   | Jean-Pierre Jabouille | Renault         | 54     | 0      | 1:26:15,73 | 02    | 1:33,58          |
| 02   | Alan Jones            | Williams-Ford   | 54     | 0      | + 0,82     | 03    | 1:33,42          |
| 03   | Carlos Reutemann      | Williams-Ford   | 54     | 0      | + 19,36    | 04    | 1:34,80          |
| 04   | Jacques Laffite       | Ligier-Ford     | 54     | 0      | + 42,02    | 05    | 1:34,55          |
| 05   | Nelson Piquet         | Brabham-Ford    | 54     | 0      | + 1:02,81  | 07    | 1:35,45          |
| 06   | Elio de Angelis       | Lotus-Ford      | 54     | 0      | + 1:14,97  | 09    | 1:35,54          |
| 07   | Alain Prost           | McLaren-Ford    | 54     | 0      | + 1:33,41  | 12    | 1:35,88          |
| 08   | Gilles Villeneuve     | Ferrari         | 53     | 1      | + 1 Runde  | 15    | 1:35,74          |
| 09   | René Arnoux           | Renault         | 53     | 3      | + 1 Runde  | 01    | 1:32,53 (50.)    |
| 10   | Héctor Rebaque        | Brabham-Ford    | 53     | 0      | + 1 Runde  | 14    | 1:35,93          |
| 11   | Emerson Fittipaldi    | Fittipaldi-Ford | 53     | 0      | + 1 Runde  | 23    | 1:35,95          |
| 12   | Marc Surer            | ATS-Ford        | 53     | 0      | + 1 Runde  | 16    | 1:37,10          |
| 13   | Jody Scheckter        | Ferrari         | 53     | 1      | + 1 Runde  | 22    | 1:35,14          |
| 14   | Riccardo Patrese      | Arrows-Ford     | 53     | 0      | + 1 Runde  | 18    | 1:36,46          |
| 15   | Rupert Keegan         | Williams-Ford   | 52     | 0      | + 2 Runden | 20    | 1:38,51          |
| 16   | Keke Rosberg          | Fittipaldi-Ford | 52     | 1      | + 2 Runden | 11    | 1:36,02          |
| –    | Nigel Mansell         | Lotus-Ford      | 40     | 0      | DNF        | 24    | 1:36,61          |
| –    | John Watson           | McLaren-Ford    | 34     | 0      | DNF        | 21    | 1:37,09          |
| –    | Bruno Giacomelli      | Alfa Romeo      | 28     | 0      | DNF        | 08    | 1:35,63          |
| –    | Jean-Pierre Jarier    | Tyrrell-Ford    | 25     | 0      | DNF        | 13    | 1:38,12          |
| –    | Didier Pironi         | Ligier-Ford     | 25     | 2      | DNF        | 06    | 1:37,27          |
| –    | Eddie Cheever         | Osella-Ford     | 23     | 1      | DNF        | 19    | 1:38,05          |
| –    | Derek Daly            | Tyrrell-Ford    | 12     | 0      | DNF        | 10    | 1:38,48          |
| –    | Mario Andretti        | Lotus-Ford      | 6      | 0      | DNF        | 17    | 1:40,72          |

## WM-Stände nach dem Rennen
Die ersten sechs des Rennens bekamen 9, 6, 4, 3, 2 bzw. 1 Punkt(e). Es zählten nur die besten fünf Ergebnisse aus den ersten sieben Rennen und die besten fünf Ergebnisse aus den letzten sieben Rennen. In der Konstrukteurswertung wurden alle Resultate gewertet.

### Fahrerwertung
| Pos. | Fahrer                | Konstrukteur    | Punkte |
| ---- | --------------------- | --------------- | ------ |
| 01   | Alan Jones            | Williams-Ford   | 47     |
| 02   | Nelson Piquet         | Brabham-Ford    | 36     |
| 03   | Carlos Reutemann      | Williams-Ford   | 30     |
| 04   | Jacques Laffite       | Ligier-Ford     | 28     |
| 05   | René Arnoux           | Renault         | 23     |
| 06   | Didier Pironi         | Ligier-Ford     | 23     |
| 07   | Jean-Pierre Jabouille | Renault         | 9      |
| 08   | Riccardo Patrese      | Arrows-Ford     | 7      |
| 09   | Elio de Angelis       | Lotus-Ford      | 7      |
| 10   | Derek Daly            | Tyrrell-Ford    | 6      |
| 11   | Emerson Fittipaldi    | Fittipaldi-Ford | 5      |
| 12   | Keke Rosberg          | Fittipaldi-Ford | 4      |
| 13   | Jochen Mass           | Arrows-Ford     | 4      |
| 14   | Jean-Pierre Jarier    | Tyrrell-Ford    | 4      |
| 15   | Alain Prost           | McLaren-Ford    | 4      |
| 16   | Bruno Giacomelli      | Alfa Romeo      | 4      |

| Pos. | Fahrer              | Konstrukteur           | Punkte |
| ---- | ------------------- | ---------------------- | ------ |
| 17   | Gilles Villeneuve   | Ferrari                | 4      |
| 18   | John Watson         | McLaren-Ford           | 3      |
| 19   | Jody Scheckter      | Ferrari                | 2      |
| 20   | Mario Andretti      | Lotus-Ford             | 0      |
| 21   | Ricardo Zunino      | Brabham-Ford           | 0      |
| 22   | Marc Surer          | ATS-Ford               | 0      |
| 23   | Héctor Rebaque      | Brabham-Ford           | 0      |
| 24   | Clay Regazzoni      | Ensign-Ford            | 0      |
| 25   | Rupert Keegan       | Williams-Ford          | 0      |
| 26   | Jan Lammers         | ATS-Ford / Ensign-Ford | 0      |
| 27   | Geoff Lees          | Shadow-Ford            | 0      |
| –    | Eddie Cheever       | Osella-Ford            | 0      |
| –    | Patrick Depailler † | Alfa Romeo             | 0      |
| –    | Tiff Needell        | Ensign-Ford            | 0      |
| –    | Nigel Mansell       | Lotus-Ford             | 0      |

### Konstrukteurswertung
| Pos. | Konstrukteur    | Punkte |
| ---- | --------------- | ------ |
| 01   | Williams-Ford   | 77     |
| 02   | Ligier-Ford     | 51     |
| 03   | Brabham-Ford    | 36     |
| 04   | Renault         | 32     |
| 05   | Arrows-Ford     | 11     |
| 06   | Tyrrell-Ford    | 10     |
| 07   | Fittipaldi-Ford | 9      |
| 08   | McLaren-Ford    | 7      |

| Pos. | Konstrukteur | Punkte |
| ---- | ------------ | ------ |
| 09   | Lotus-Ford   | 7      |
| 10   | Ferrari      | 6      |
| 11   | Alfa Romeo   | 4      |
| 12   | ATS-Ford     | 0      |
| 13   | Ensign-Ford  | 0      |
| 13   | Shadow-Ford  | 0      |
| –    | Osella-Ford  | 0      |